# Волосское (Хмельницкая область)
Волосское (укр. Волоське) — село в Деражнянском районе Хмельницкой области Украины.
Население по переписи 2001 года составляло 635 человек. Почтовый индекс — 32251. Телефонный код — 3856. Занимает площадь 3,645 км². Код КОАТУУ — 6821581201.

## Местный совет
32251, Хмельницкая обл., Деражнянский р-н, с. Волосское, ул. Садовая, 36

## Персоналии
- Гребенюк, Евтей Моисеевич — Герой Советского Союза.
- Зозуля, Иван Саввович (род. 1939) — украинский и советский невропатолог. Заслуженный деятель науки и техники Украины. Лауреат Государственной премии Украины в области науки и техники.
- 22 октября 1835 г. здесь погиб Устим Кармелюк, предводитель крестьянского движения на Подолье в 1813—1835 гг.